# Regina Polster
Regina Polster (* 1962 in Stadtallendorf) ist eine deutsche Unternehmensberaterin, Professorin für Wirtschaftsinformatik und Politikerin (CDU). Von März bis September 2024 war sie Mitglied des Thüringer Landtags.

## Leben
Regina Polster studierte an der Philipps-Universität Marburg und schloss dort 1987 als Diplom-Volkswirt ab. Anschließend assistierte und promovierte sie zum Dr. rer. pol. bei Ulrich Hasenkamp im Fachgebiet Wirtschaftsinformatik der Philipps-Universität Marburg zum Thema Absatzanalyse bei der Produktinnovation: Bedeutung, Erhebung und Wissensbasierte Verarbeitung.
Seit 1994 arbeitet Polster als Beraterin für die Öffentliche Verwaltung und NPO im Bereich Verwaltungsmodernisierung und E-Government. 1998 übernahm sie eine Professur an der Fakultät Informatik der Hochschule Schmalkalden und vertritt das Lehrgebiet Wirtschaftsinformatik, insbesondere Informationsmanagement.
Polster ist Mitglied des Hochschullehrerbundes und Vorsitzende des hlb-Landesverbands Thüringen.

## Politik
Polster ist Mitglied der CDU. Seit 2014 ist sie im Landesvorstand der Mittelstands- und Wirtschaftsunion der CDU Thüringen.
Bei der Landtagswahl in Thüringen 2019 kandidierte sie im Wahlkreis Erfurt IV und auf Platz 8 der Landesliste der CDU, verpasste jedoch zunächst den Einzug in den Landtag. Am 13. März 2024 rückte sie für Christian Herrgott in den Landtag nach.
Polster kandidierte bei der Landtagswahl in Thüringen 2024 auf Platz 44 der Landesliste der CDU, errang jedoch kein Mandat.

## Veröffentlichungen (Auswahl)
- Absatzanalyse bei der Produktinnovation: Bedeutung, Erhebung und wissensbasierte Verarbeitung. Deutscher Universitätsverlag, Wiesbaden 1994, ISBN 978-3-663-11952-4.